# Eredivisie (Nederlands volleybal)
De Eredivisie Volleybal is in Nederland de hoogste nationale klasse bij de mannen en vrouwen in het volleybal die door de Nevobo wordt georganiseerd en waarin wordt gestreden om het kampioenschap van Nederland.
Van 2007/08-2011/12 heette deze klasse de "A-League". Voor die tijd heette het ook al de eredivisie. Bij de vrouwen heette de competitie enige seizoenen vanwege sponsorredenen "DELA-League".

## Competitieopzet
2007/08-2008/09
In het seizoen 2007/08 werd voor het eerst gespeeld in de A-League en wel met acht teams per competitie. De teams speelden de eerste twee seizoenen vier keer per seizoen tegen elkaar (2x thuis, 2x uit). De nummer laatst degradeerde naar de B-League. De nummers één en twee van de competitie speelden in een 'best-of-seven' serie om het landskampioenschap.
2009/10
De competitieopzet van de A-league veranderde met ingang van het seizoen 2009/10. Dat besloten de clubs op maandag 6 april 2009 in overleg met het Top League-bestuur van de Nevobo. In tegenstelling tot de twee seizoenen ervoor werd er geen dubbele competitie meer gespeeld. Nadat de acht teams twee keer tegen elkaar gespeeld hadden (thuis en uit), volgde een splitsing in poules met de nummers één t/m vier en vijf t/m acht. De teams speelden in de poule thuis en uit tegen elkaar (zes wedstrijden). De behaalde punten in de reguliere competitie kwamen te vervallen.
De eindstand in de poules was bepalend voor plaatsing in de hierna volgende play-offwedstrijden (één-vier, twee-drie, vijf-acht, zes-zeven). Na de eerste play-offronde speelden alle teams door om tot een eindstand te komen voor het (vervangende) recht op deelname aan de Europacup. In de eerste play-offronde werd volgens het systeem 'best-of-five' gespeeld. De wedstrijden in de tweede ronde om de plaatsen één en twee én zeven en acht gingen ook om drie gewonnen wedstrijden. De wedstrijden voor de eindklassering drie en vier én vijf en zes werden volgens 'best-of-three' gespeeld. Bij zowel de mannen als de vrouwen degradeerde er geen club uit de A-League in het seizoen 2009/10.
2010/11
Op 27 januari 2010 werd door de Nevobo een nieuwe competitieopzet naar buiten gebracht. Met ingang van het seizoen 2010/11 werd de A-League uitgebreid van acht naar tien teams. De opleidingsteams HvA en HAN werden uit de competitie gehaald en vervolgens vervangen door twee clubs volgens de promotie/degradatieregeling. Na afloop van de competitie 2010/11 vond er eenmalig geen promotie en degradatie plaats tussen de A- en B-League om de teams in alle rust te kunnen laten wennen en bouwen aan de toekomst.

## Seizoen 2023/24
In tegenstelling tot seizoen 2022/23 nemen er in beide competities tien teams deel. Bij de mannen zijn dit negen clubteams (Taurus en VCN vielen weg) en een bondsteam onder de noemer Talentteam Papendal, terwijl er bij de vrouwen tien clubteams (Eurosped en ARBO Rotterdam/FAST zijn vervangen door SOMAS/Activia) om het kampioenschap strijden. De eerste fase betreft een reguliere competitie met achttien wedstrijden per team), het talentteam doet alleen in deze fase mee. In de tweede fase strijden de top-6 clubteams in de kampioenspoule (10 wedstrijden per team) om twee plaatsen voor de finale om het landskampioenschap, waarin in een best-of-5 wordt gespeeld. De drie overige clubteams spelen in de B-poule (8(m)/6(v) wedstrijden per team) voor de overige plekken. Er vindt geen degradatie plaats uit de Eredivisie op basis van resultaat.
| Mannen                    |
| ------------------------- |
| Active Living Orion       |
| Draisma Dynamo Apeldoorn  |
| Numidia/VC Limax          |
| Prima Donna Kaas Huizen   |
| Scherp in Packaging ZVH   |
| Samen Lycurgus            |
| Simplex SSS               |
| Sliedrecht Sport Heren    |
| VoCASA Volleybal Nijmegen |
| Talentteam Papendal       |

| Vrouwen                          |
| -------------------------------- |
| Apollo 8                         |
| De Hollandse Pot Enzo/VV Utrecht |
| Djopzz VC Zwolle Volleybal       |
| Draisma Dynamo Apeldoorn         |
| SOMAS/Activia                    |
| Friso Sneek                      |
| Peelpush                         |
| Sliedrecht Sport Dames           |
| Visser Assen/Sudosa-Desto        |
| Voltena                          |

## Terugtrekkingen
2008/09: Halverwege dit seizoen werd de club VC Omniworld failliet verklaard en moest zich terugtrekken uit de competitie.
2009/10: Bij de vrouwen trok Longa'59 zich in december 2009 terug uit de DELA-League vanwege een nijpend begrotingstekort.
2015/16: RIVO Rijssen had al aangegeven dat het zich terug trok voor de mannencompetitie 2016/17, het speelde daarom geen nacompetitie meer.
2022/23: Het bondsteam Team24 trok zich terug uit de Eredivisie (vrouwen), omdat er geen volwaardig competitieteam opgezet kon worden.
Nationaal herenteam · Nationaal damesteam · Eredivisie · Topdivisie · Lijst van Nederlandse landskampioenen volleybal · Beker van Nederland